# Franz Oesterreich
Franz Oesterreich (* 1621 in Braunschweig; † 1697 in Lübeck) war ein deutscher Maler und Kupferstecher.

## Leben
Oesterreich ist in Lübeck als Maler und Kupferstecher in der Zeit von 1664 bis 1693 wirksam gewesen. Seine Witwe heiratete den Maler Karl Krieg. Die Malerin Catharina Elisabeth Oesterreich war seine Tochter und heiratete den Maler Paul Heinecken. Von Oesterreich sind folgende Werke überliefert:

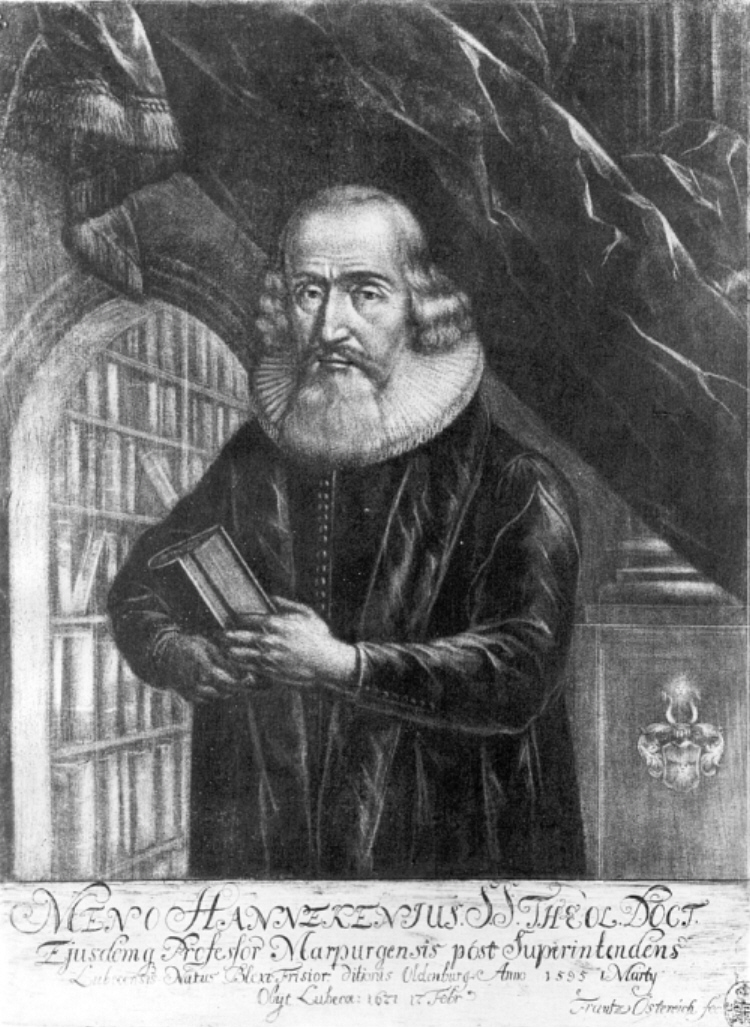
Franz Oesterreich: Meno Hanneken

- Belebung der Totengebeine durch den Propheten Hesekiel am Epitaph des Ratsherrn Gotthard Broemse, monographiert und 1679 datiert, ehemals in der Lübecker Marienkirche und beim Luftangriff auf Lübeck 1942 verbrannt
- Bußpredigt des Propheten Nathan vor David, großes Tafelbild (3,88 × 2,97 m) versehen mit dem Wappen des Ratsherrn Heinrich Balemann, signiert und mit dem 31. Dezember 1688 datiert, ehemals in der Lübecker Marienkirche[1] und ebenfalls 1942 verbrannt
- Bild einer Pietà auf dem Altar in der Dorfkirche Thürkow[4]
- Ansicht der Bibliothek im Barfüßerkloster in Frankfurt am Main, gestochen 1679 von Martin Hailler
- Stich eines Porträts des Theologen Meno Hanneken in Schwarzmanier nach eigener Vorlage